# Kwelderspringer
De kwelderspringer (Orchestia gammarellus) is een kleine vlokreeftensoort uit de familie strandvlooien (Talitridae), die in het hele Atlantische gebied voorkomt langs kusten. De wetenschappelijke naam van de soort werd in 1766 voor het eerst geldig gepubliceerd door Peter Simon Pallas.

## Verspreiding
De kwelderspringer is een semi-terrestrische vlokreeft. Het is inheems in Europa, waar het verspreidingsgebied zich uitstrekt van Noorwegen tot de Middellandse Zee en de Azoren, Madeira en de Canarische Eilanden. Het wordt geïntroduceerd in de westelijke Atlantische Oceaan, waar het zich uitstrekt van Newfoundland tot Maine. Andere geïntroduceerde populaties zijn bekend uit IJsland, Chili, Argentinië en Zuid-Afrika. Het leeft in de bovenste getijdenlijn van rotsachtige kusten, inclusief gebieden met aangespoeld zeewier en zeegrassen, en wordt soms gevonden in estuaria of moerassen.

## Ecologie
Op de Boschplaat van Terschelling is in het decennium 1980 enkele jaren ecologisch onderzoek gedaan aan de kwelderspringer door studenten biologie van de Universiteit Utrecht.
Op de kwelder van de Boschplaat zijn een aantal zones te onderscheiden, vanaf de zee tot het duin zijn dat de Zeekraal-, de Lamsoor-, de Zwenkgras- en de Kweek-zone. De kwelderspringer heeft voorkeur voor de Zwenkgras-zone, en komt daar voor tot ca. 1250 dieren per vierkante meter. Die voorkeur heeft te maken met temperatuur, zoutgehalte en bedekking van de bodem met dood materiaal. Overdag verstopt de kwelderspringer zich graag tussen dood materiaal. 's Nachts neemt de activiteit van de kwelderspringer toe. Ze trekken dan richting zee, de Lamsoor-zone in, waar ze foerageren op onder andere humus en groenwieren.
In een Portugese studie werd gevonden dat de kwelderspringer een leeftijd van 8-12 maanden kan bereiken. Mannetjes worden iets groter (17 mm) dan vrouwtjes (14 mm). Vrouwtjes zijn na 6-7 maanden geslachtsrijp, de voortplanting is niet seizoensgebonden.

## Beetje beroemd
De kwelderspringer heeft enige bekendheid gekregen doordat er bij deze soort een hormonale klier is ontdekt die specifiek is voor kreeftachtigen, en die het geslacht van het dier bepaalt, de androgene klier (Engels: androgenic gland). Onderzoek naar de geslachtshormonen bij kreeftachtigen is van belang bij het kweken van bijvoorbeeld garnalen voor consumptie.